# Hoya dictyoneura
Hoya dictyoneura är en oleanderväxtart som beskrevs av Karl Moritz Schumann. Hoya dictyoneura ingår i släktet Hoya och familjen oleanderväxter. Inga underarter finns listade i Catalogue of Life.